# Municipio Playas de Rosarito
Koordinaten: 32° 20′ N, 117° 2′ W
Playas de Rosarito ist ein Municipio im mexikanischen Bundesstaat Baja California mit gut 90.000 Einwohnern. Das Municipio erstreckt sich über 500 km². Verwaltungssitz und mit Abstand größte Stadt des Municipios ist Playas de Rosarito (ca. 65.000 Einwohner).

## Geographie
Das Municipio Playas de Rosarito erstreckt sich entlang eines Küstenabschnitts am Pazifik im Norden des Bundesstaates Baja California. Gelegen auf bis 700 m Höhe zählt es zur Gänze zur physiographischen Region der Halbinsel Niederkalifornien sowie zur hydrologischen Region Baja California Noroeste. Die Geologie wird von Extrusivgesteinen dominiert, darunter Basalt (32 %) und andesitischer Tuff (25 %), 21 % des Municipios werden von Sandstein eingenommen. Vorherrschende Bodentypen sind der Leptosol (64 %) und der Vertisol (27 %). 57 % des Municipios sind von Gestrüpplandschaft bedeckt, etwa 17 % dienen dem Ackerbau.
Das Municipio grenzt im Süden ans Municipio Ensenada, im Westen an den Pazifischen Ozean und im Norden und Osten ans Municipio Tijuana.

## Bevölkerung
Das Municipio zählt laut Zensus 2010 90.668 Einwohner in etwa 24.000 Wohneinheiten. Davon wurden 997 Personen als Sprecher einer indigenen Sprache registriert, darunter etwa 275 Sprecher des Purépecha und je 132 Sprecher des Zapotekischen und Mixtekischen. Etwa 2,8 % der Bevölkerung waren Analphabeten. 37.526 Einwohner wurden als Erwerbspersonen registriert, wovon ca. 67 % Männer bzw. 5,6 % arbeitslos waren. 3,3 % der Bevölkerung lebten in extremer Armut.

## Orte
Das Municipio Playas de Rosarito umfasst 207 bewohnte localidades, von denen neben dem Hauptort auch Ampliación Ejido Plan Libertador und Primo Tapia vom INEGI als urban klassifiziert sind. Vier Orte wiesen beim Zensus 2010 eine Einwohnerzahl von über 2000 auf, weitere zehn Orte hatten zumindest 500 Einwohner, 180 Orte weniger als 100 Einwohner. Die größten Orte sind:
| Ort                                | Einwohner |
| Playas de Rosarito                 | 65.278    |
| Ampliación Ejido Plan Libertador   | 05.906    |
| Primo Tapia                        | 04.921    |
| Ciudad Morelos                     | 02.040    |
| Colinas del Sol                    | 01.361    |
| Santa Anita                        | 01.284    |
| Vista Marina                       | 00.939    |
| Los Volcanes                       | 00.783    |
| Misión del Mar 1ra. y 2da. Sección | 00.663    |
| Ladrillera Pescador                | 00.636    |
| El Descanso                        | 00.567    |
| Lomas de Rosarito                  | 00.560    |
| Real de Rosarito                   | 00.544    |
| Venustiano Carranza                | 00.538    |